# Ralf Rangnick
Ralf Dietrich Rangnick (phát âm tiếng Đức: [ˈʁaŋnɪk]; sinh ngày 29 tháng 6 năm 1958) là một huấn luyện viên bóng đá và cựu cầu thủ bóng đá người Đức. Ông hiện đang là huấn luyện viên trưởng của Đội tuyển bóng đá quốc gia Áo.
Sau sự nghiệp cầu thủ không mấy nổi bật, Rangnick đã bắt đầu sự nghiệp huấn luyện của mình vào năm 1983. Năm 1997, ông được thuê bởi câu lạc bộ Um 1846, ông đã giúp đội vô địch giải Regionalliga Süd -một giải bóng đá hạng 4 trong hệ thống liên đoàn bóng đá Đức trong mùa đầu tiên của ông. Rangnick sau đó được bổ nhiệm bởi câu lạc bộ VfB Stuttgart trong Bundesliga, vô địch  UEFA Intertoto Cup trong năm 2000, nhưng đã bị sa thải vào năm 2001. Ông sau đó đã gia nhập Hannover 96, chiến thắng ở giải hạng 2 Đức, nhưng bị sa thải vào năm 2004. Sau một khoảng thời gian ngắn với Schalke 04, Rangnick đã gia nhập TSG 1899 Hoffenheim năm 2006, và đạt được những sự thăng hạng liên tiếp để đưa đội bóng tới Bundesliga. Ông đã rời câu lạc bộ năm 2011 và đã trở lại Schalke 04, nơi ông đã chiến thắng cup 2011 DFB-Pokal và đã vào tới bán kết  UEFA Champions League. Ông sau đó tới huấn luyện câu lạc bộ RB Leipzig qua hai thời kỳ từ 2015 tới 2019.
Rangnick đã gia nhập Red Bull với vai trò giám đốc bóng đá năm 2012, giúp đỡ điều hành sự phát triển của họ tiến vào nền bóng đá châu Âu, đẩy mạnh việc tuyển mộ những cầu thủ tiềm năng và phát triển những hệ thống đào tạo trẻ với một cơ sở tìm kiếm tài năng khắp thế giới và một triết lý tấn công ở tất cả các câu lạc bộ của họ. Kết quả, các câu lạc bộ của Red Bull đã tăng giá trị thị trường từ 120 triệu bảng tới 1,2 tỉ bảng trong nhiệm kỳ của ông. Những câu lạc bộ cũng đã trải qua những thành công quốc nội liên tục và đã tạo ra những lợi nhuận khá lớn với việc chuyển nhượng cầu thủ, điều đã dẫn tới sự thăng chức của Rangnick làm giám đốc thể thao và phát triển năm 2019. Ông đã từ chức năm 2020 và đã gia nhập câu lạc bộ Lokomotiv Moscow của Nga với chức vụ giám đốc điều hành thể thao và phát triển năm 2021.
Rangnick được cho là đã phát triển " Gegenpressing", chiến thuật mà sau khi mất quyền kiểm soát bóng, ngay lập tức nỗ lực để giành lại bóng hơn là chuyển sang việc tập hợp trở lại để phòng ngự. Các đội bóng của ông được chú ý bởi việc pressing và cường độ tấn công cao của họ, cũng như phòng thủ khu vực. Rangick đã trích dẫn những huấn luyện viên ảnh hưởng tới ông là Ernst Happel, Valeriy Lobanovskyi, Arrigo Sacchi, và Zdeněk Zeman, và được cho là ảnh hưởng tới Julian Nagelsmann, Ralph Hasenhüttl, Marco Rose, Roger Schmidt, Adi Hütter, Oliver Glasner Thomas Tuchel và Jürgen Klopp.

## Đầu đời và sự nghiệp chơi bóng
Rangnick sinh ra và lớn lên ở Backnang. Cha mẹ của ông, Dietrich và Erika Rangnick, gặp nhau vào năm 1945 tại Lichtenstein, Sachsen, tại Dãy núi Ore. Mẹ anh đến từ Breslau (nay là Wrocław, Ba Lan) và cha anh đến từ Königsberg.
Rangnick bắt đầu sự nghiệp thi đấu của mình tại VfB Stuttgart, nhưng được chú ý với tài năng chiến lược và được làm cầu thủ kiêm huấn luyện viên. Sự nghiệp thi đấu của ông chỉ tồn tại trong thời gian ngắn và chủ yếu tập trung ở Đức, nhưng trong thời gian học tại Đại học Sussex, ông đã chơi bóng một thời gian cho câu lạc bộ Southwick, Anh.

## Sự nghiệp huấn luyện viên
Rangnick cũng là một trong những huấn luyện viên đầu tiên đại chúng hóa những chiến thuật bóng đá, đặc biệt trong một chương trình truyền hình của ZDF SportStudio TV vào tháng 12 năm 1998. Dẫn tới, Rangnick nổi danh như "giáo sư", một biệt danh ban đầu thường để chế nhạo ông, điều mà sau đó thường được sử dụng để thể hiện sự tôn trọng.

### Những năm đầu sự nghiệp
Rangnick đã bắt đầu sự nghiệp huấn luyện viên trong những năm thập kỉ 80, đầu tiên vừa làm cầu thủ, vừa làm huấn luyện viện tại câu lạc bộ quê nhà của ông là Viktoria Backnang. sau đó tiếp tục chơi bóng và làm huấn luyện viên tại VfB Stuttgart II và TSV Lippoldsweiler.

### VfB Stuttgart
Vào ngày 3 tháng 5 năm 1999, Rangnick lên làm huấn luyện viên của VfB Stuttgart, và giúp câu lạc bộ kết thúc mùa giải 1998–99 ở vị trí thứ 11. Trận đấu đầu tiên của ông là trận thua 2-0 trước Bayern Munich. Vào mùa giải 1999–2000, ông đã giúp câu lạc bộ cán đích ở vị trí thứ tám. Vào mùa giải 2000–01 đội đã lọt vào vòng 16 của UEFA Cup 2000–01 sau khi vô địch UEFA Intertoto Cup, và lọt vào bán kết của DFB-Pokal. Tuy nhiên, phong độ tại Bundesliga của Stuttgart khiến họ lọt vào trong nhóm xuống hạng sau lượt đi. Sau khi bị loại khỏi cúp châu Âu vào tháng 2 năm 2001, Stuttgart đã sa thải Rangnick.

### Hannover 96
Vào ngày 23 tháng 5 năm 2001, ông lên làm huấn luyện viên cho Hannover 96. Trận đấu đầu tiên của ông là trận hòa 1-1 trước Union Berlin. Mùa giải đầu tiên của anh ấy là một thành công khi họ vô địch Bundesliga 2 và được lên hạng Bundesliga sau 13 năm vắng bóng. Vào mùa giải 2003–04, khi phong độ của Hannover 96 bị giảm, Rangnick bị sa thải sau thất bại 0–1 trước Borussia Mönchengladbach vào tháng 3 năm 2004.

### Schalke 04
Sau khi bỏ lỡ việc làm trợ lý huấn luyện viên cho Joachim Löw tại đội tuyển quốc gia Đức, Rangnick đã ký hợp đồng với Schalke 04 vào ngày 28 tháng 9 năm 2004, sau khi Jupp Heynckes rời câu lạc bộ chỉ vài tuần sau mùa giải 2004–05 khởi tranh. Rangnick một lần nữa được tham dự cúp châu Âu khi câu lạc bộ đã giành được một suất UEFA Cup thông qua UEFA Intertoto Cup. Trận đấu đầu tiên của ông là tại UEFA Cup, Schalke thắng 4–0 trước Metalurgs Liepājas. Ông giúp họ vượt qua được vòng bảng, nhưng họ lại bị loại ở vòng loại trực tiếp trước Shakhtar Donetsk. Tuy nhiên, tại DFB-Pokal, họ lại thành công hơn, khi Rangnick đưa câu lạc bộ đến chung kết, và họ chỉ để thua 2-1 trước Bayern Munich. Vị trí thứ hai của họ cũng đã giúp họ đủ điều kiện tham dự UEFA Champions League 2005–06, giúp Rangnick có lần đầu tiên tham dự giải đấu danh giá này. Tuy nhiên, đội sẽ không thể vượt qua vòng bảng, và kém cuộc đua vô địch tới 10 điểm tại Bundesliga 2005–06, cũng như đã gặp thất bại đậm 0–6 trong DFB-Pokal trước Eintracht Frankfurt. Không lâu trước kỳ nghỉ đông, những kết quả này đã khiến Rangnick bị câu lạc bộ này sa thải vào ngày 12 tháng 12 năm 2005.

### 1899 Hoffenheim

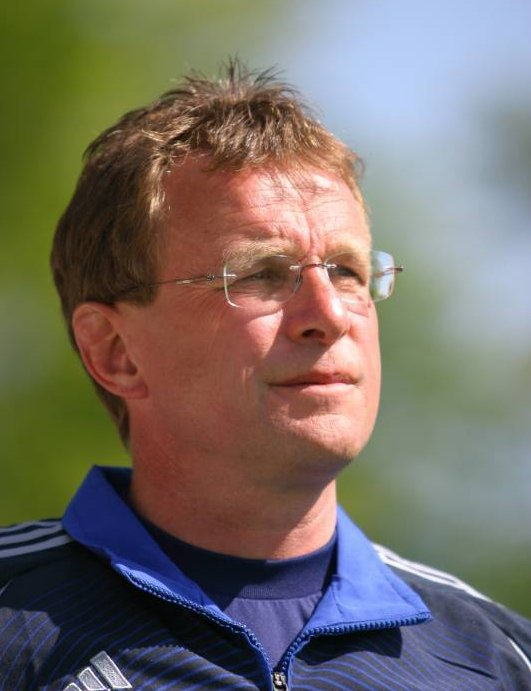
Rangnick làm huấn luyện viên tại Hoffenheim năm 2007

Rangnick được bổ nhiệm làm huấn luyện viên trưởng của 1899 Hoffenheim cho mùa giải 2006–07. Trận đấu đầu tiên của ông là trận hòa 2–2 trước 1860 Munich II vào ngày 5 tháng 8 năm 2006. Đội ngay lập tức giành được quyền thăng hạng và chơi mùa giải 2007–08 tại Bundesliga 2 lần đầu tiên trong lịch sử của họ. Ngay tại mùa giải đó, Hoffenheim về đích ở vị trí thứ hai và giành quyền thăng hạng lên Bundesliga trong mùa giải 2008–09. Vào ngày 2 tháng 1 năm 2011, Rangnick từ chức huấn luyện viên trưởng của Hoffenheim, với lý do câu lạc bôn bán tiền vệ Luiz Gustavo cho Bayern Munich, mà ông không được thông báo.

### Trở lại Schalke 04
Vào tháng 3 năm 2011, Rangnick được chỉ định là người thay thế cho Felix Magath trong vai trò là huấn luyện viên trưởng của Schalke 04. Trận đấu đầu tiên của anh là chiến thắng 2–0 trước FC St. Pauli vào ngày 1 tháng 4 năm 2011. Chỉ vài tuần sau khi được bổ nhiệm làm huấn luyện viên của Schalke, Rangnick đã dẫn dắt câu lạc bộ vào bán kết UEFA Champions League đầu tiên của họ bằng cách đánh bại đội chủ nhà Inter Milan với tỷ số chung cuộc 7–3. Tuy nhiên, Schalke đã bị Manchester United loại ở bán kết.
Schalke bắt đầu mùa giải 2011–12 khi đánh bại Borussia Dortmund trên loạt luân lưu ở DFL-Supercup 2011. Vào ngày 22 tháng 9 năm 2011, Rangnick từ chức huấn luyện viên của Schalke do hội chứng mệt mỏi mãn tính, ông nghĩ rằng mình không đủ "năng lượng cần thiết để phát triển đội bóng và câu lạc bộ".

### RB Leipzig

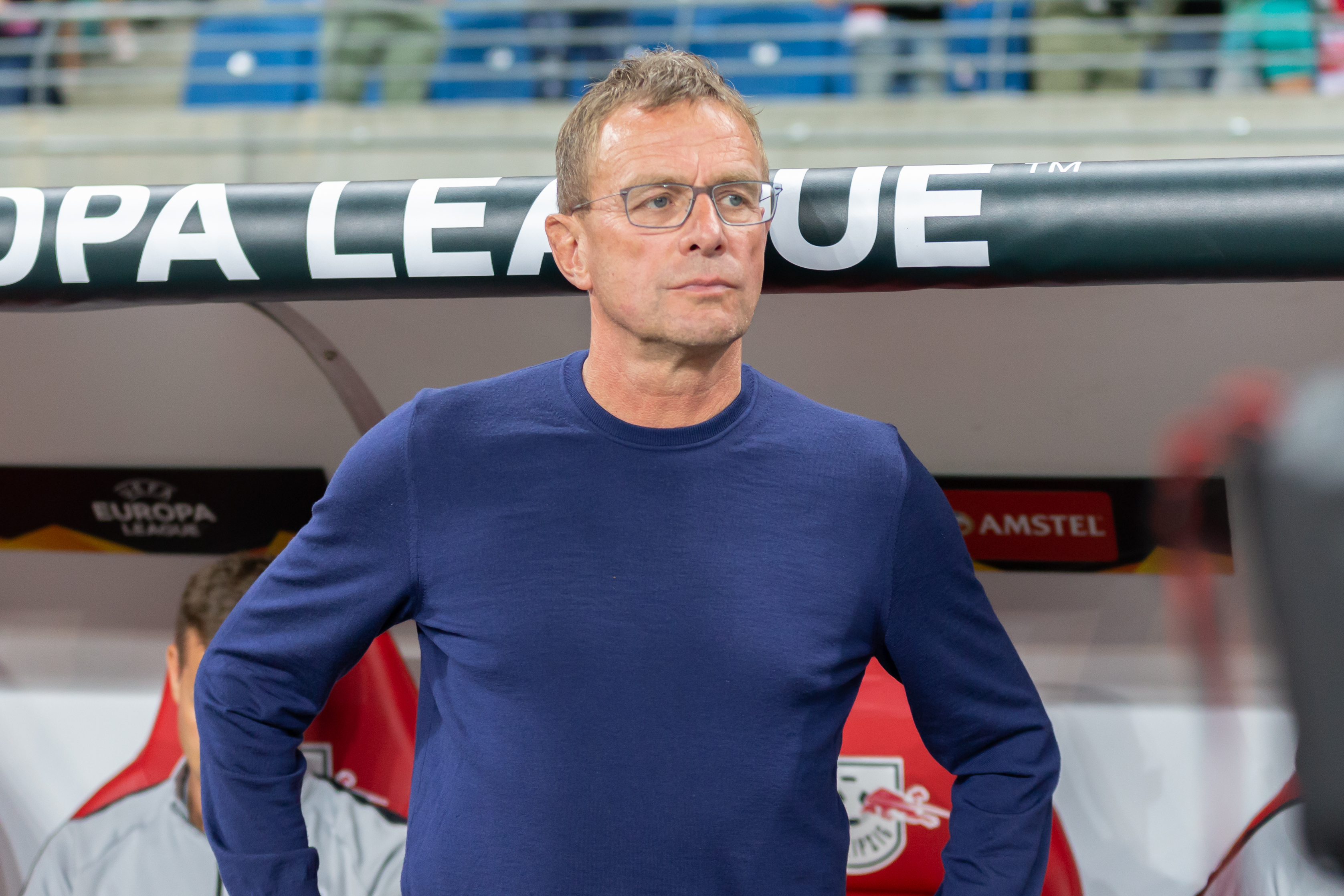
Rangnick huấn luyện RB Leipzig năm 2018

Vào tháng 2 năm 2015, Rangnick thông báo rằng ông sẽ tiếp quản vị trí huấn luyện viên của RB Leipzig cho mùa giải 2015–16. Achim Beierlorzer tiếp quản cho đến cuối mùa giải sau khi Alexander Zorniger từ chức. Ngoài ra, Rangnick đã từ chức giám đốc bóng đá của Red Bull Salzburg. Trận đấu đầu tiên của ông là chiến thắng 1–0 trước FSV Frankfurt vào ngày 25 tháng 7, và Rangnick giành quyền thăng hạng lên Bundesliga với chiến thắng trước Karlsruher SC vào ngày 8 tháng 5 năm 2016. Vào ngày 16 tháng 5, Leipzig thông báo Ralph Hasenhüttl sẽ tiếp quản vị trí của Rangnick.
Vào ngày 9 tháng 7 năm 2018, Rangnick một lần nữa được bổ nhiệm lên vị trí huấn luyện viên của RB Leipzig. Trận đầu tiên trong lần trở lại này, ông đã giành chiến thắng 4–0 trước câu lạc bộ Thụy Điển Häcken trong vòng loại thứ hai của Europa League. RB Leipzig giành chiến thắng 5–1 chung cuộc. Sau đó, họ đã đánh bại Universitatea Craiova trong vòng loại thứ ba. Tại vòng bảng, họ cùng bảng với RB Salzburg, Celtic và Rosenborg, kết thúc ở vị trí thứ 3 ở vòng bảng.
Mặc dù vậy, câu lạc bộ đã kết thúc mùa giải Bundesliga 2018–19 ở vị trí thứ 3, được tham dự UEFA Champions League vào mùa giải 2019–20. Rangnick kết thúc nhiệm kỳ huấn luyện viên thứ 2 của mình với thành tích 29 trận thắng, 13 trận hòa và 10 trận thua.

### Manchester United
Vào ngày 29 tháng 11 năm 2021, Rangnick được bổ nhiệm làm huấn luyện viên tạm quyền của Manchester United cho đến hết mùa giải 2021–22. Sau đó, ông sẽ tiếp tục ở lại câu lạc bộ với vai trò cố vấn trong 2 năm tiếp theo. Tuy Manchester  United bổ nhiệm Rangnick từ ngày 29 tháng 11, nhưng ông không ngay lập tức dẫn dắt Manchester United vì phải chờ cấp giấy phép lao động (ông nhận được vào ngày 2/12/2021), và chỉ chính thức dẫn dắt trong trận đấu ở vòng đấu thứ 15 gặp Crystal Palace Ngoại hạng Anh ngày 5/12/2021 trên sân nhà. Rangnick có trận ra mắt thành công khi Manchester United thắng tối thiểu 1-0, và là huấn luyện viên người Đức đầu tiên dẫn dắt một đội bóng Anh thắng trận ngay từ trận đấu đầu tiên. Trong thời gian dẫn dắt Man Utd, dấu ấn của Rangnick là rất ít. Ông giữ kỷ lục buồn khi là HLV có tỷ lệ chiến thắng thấp nhất lịch sử đội bóng trong kỷ nguyên Premier League. Kể từ khi thay thế Ole Gunnar Solskjaer vào tháng 11, HLV người Đức chỉ giành được 37,9% chiến thắng. Không chỉ bị loại sớm ở Champions League, FA Cup hay League Cup, "Quỷ đỏ" còn thất bại trong cuộc đua giành vé dự Champions League khi chỉ xếp thứ 6 Premier League với 58 điểm, điểm số thấp nhất của đội bóng này trong kỷ nguyên Ngoại hạng Anh. Bản thân Ralf Rangnick đã thừa nhận việc dẫn dắt Manchester United là một quyết định sai lầm. Vào ngày 29/5/2022, ông quyết định sẽ rời đội ngay khi mùa giải khép lại và không đảm nhận vai trò cố vấn trong mùa tới.

### Đội tuyển quốc gia Áo
Rangnick ký hợp đồng 2 năm với tuyển Áo kèm tùy chọn gia hạn thêm 2 năm nếu đội tuyển này giành vé dự EURO 2024.

## Phong cách
— Thomas Tuchel đã khen ngợi sự ảnh hưởng của Rangnick lên nền bóng đá Đức, tháng 11 năm 2021.
Rangnick được coi như "cha đẻ" của bóng đá Đức hiện đại. Ông được công nhận là người phát triển Gegenpressing.

## Thống kê huấn luyện viên
Tính đến 25 tháng 5 năm 2019
| Đội                           | Từ                  | Đến                  | Kết quả | Kết quả | Kết quả | Kết quả | Kết quả | Kết quả |
| Đội                           | Từ                  | Đến                  | G       | W       | D       | L       | Win %   | Ref.    |
| ----------------------------- | ------------------- | -------------------- | ------- | ------- | ------- | ------- | ------- | ------- |
| VfB Stuttgart II              | 1 tháng 7 năm 1985  | 30 tháng 6 năm 1987  | 70      | 28      | 16      | 26      | 040,00  |         |
| Reutlingen 05                 | 1 tháng 7 năm 1995  | 31 tháng 12 năm 1996 | 51      | 26      | 12      | 13      | 050,98  |         |
| Ulm 1846                      | 1 tháng 1 năm 1997  | 16 tháng 3 năm 1999  | 75      | 36      | 18      | 21      | 048,00  |         |
| VfB Stuttgart                 | 3 tháng 5 năm 1999  | 24 tháng 2 năm 2001  | 86      | 36      | 16      | 34      | 041,86  |         |
| Hannover 96                   | 23 tháng 5 năm 2001 | 8 tháng 3 năm 2004   | 98      | 44      | 22      | 32      | 044,90  |         |
| Schalke 04                    | 28 tháng 9 năm 2004 | 12 tháng 12 năm 2005 | 65      | 36      | 15      | 14      | 055,38  |         |
| 1899 Hoffenheim               | 22 tháng 6 năm 2006 | 2 tháng 1 năm 2011   | 166     | 79      | 43      | 44      | 047,59  |         |
| Schalke 04                    | 21 tháng 3 năm 2011 | 22 tháng 9 năm 2011  | 23      | 10      | 3       | 10      | 043,48  |         |
| RB Leipzig                    | 29 tháng 5 năm 2015 | 16 tháng 5 năm 2016  | 36      | 21      | 7       | 8       | 058,33  |         |
| RB Leipzig                    | 9 tháng 7 năm 2018  | 30 tháng 6 năm 2019  | 52      | 29      | 13      | 10      | 055,77  |         |
| Manchester United (tạm quyền) | 2 tháng 12 năm 2021 | 23 tháng 5 năm 2022  | 0       | 0       | 0       | 0       | —       | [ 55 ]  |
| Tổng cộng                     | Tổng cộng           | Tổng cộng            | 722     | 345     | 165     | 212     | 047,78  |         |

## Danh hiệu

### Huấn luyện viên
VfB Stuttgart U19
- Giải Vô địch U-19 Đức: 1990–91

Ulm 1846
- Regionalliga Süd: 1997–98

VfB Stuttgart
- UEFA Intertoto Cup: 2000

Hannover 96
- Bundesliga 2: 2001–02

Schalke 04
- DFB-Pokal: 2010–11
- DFL-Supercup: 2011
- DFL-Ligapokal: 2005